# 津屋崎站
33°47′12.9″N 130°28′5.4″E / 33.786917°N 130.468167°E

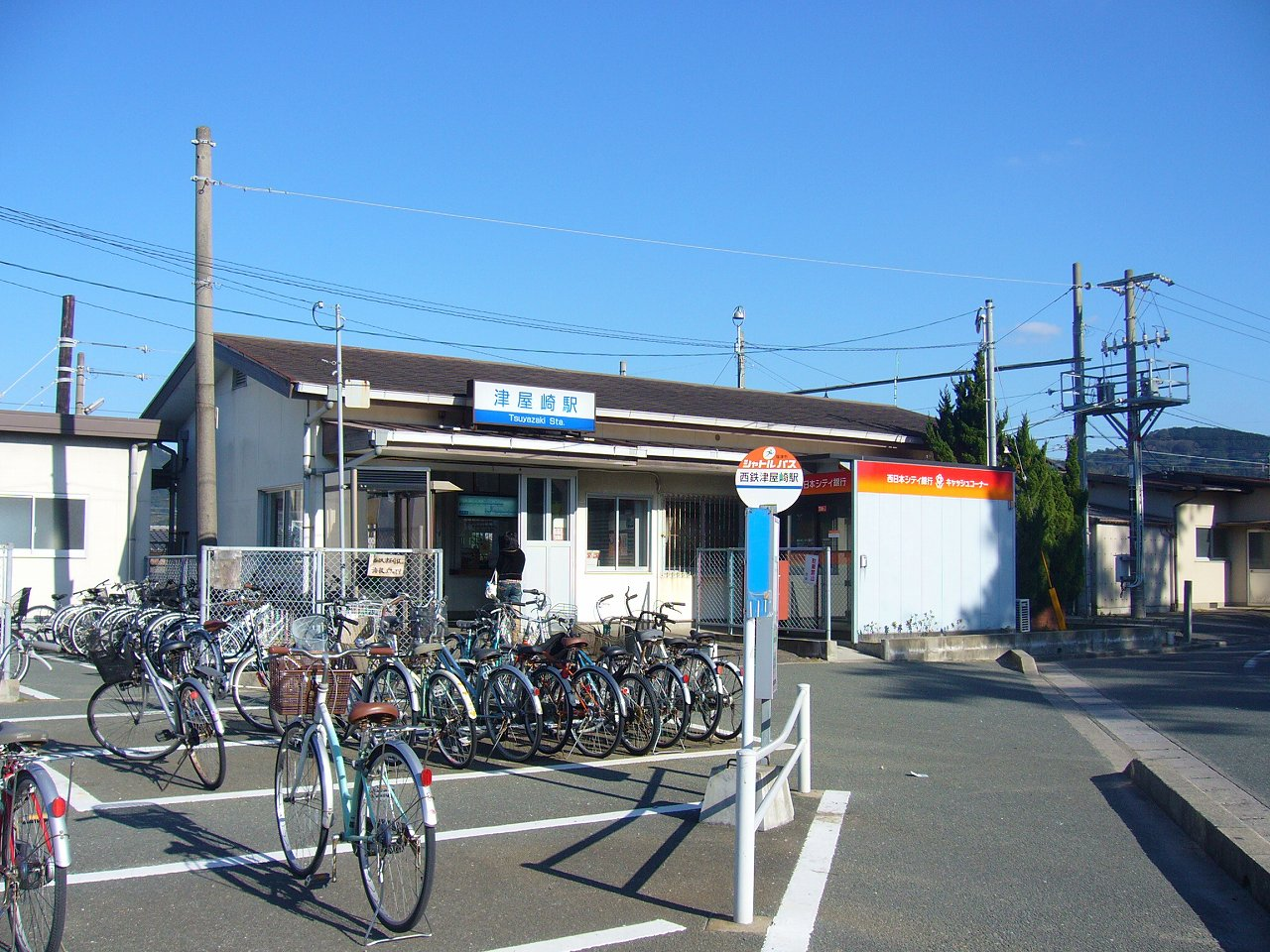
津屋崎站（2007年1月14日）

津屋崎站是曾經存在於日本福岡縣福津市津屋崎, 西日本鐵道宮地岳線的廢站。1951年7月1日, 啟用。2007年4月1日，西鐵新宮站至津屋崎站的路段廢除，同時原名「宮地岳線」也改名為「貝塚線」。

## 外部連結
- . 西日本鉄道株式会社.   [2021-09-27]. （原始内容存档于2021-09-27） （日语）.